# Wapen van Schotland
Het wapen van Schotland bestaat uit een klimmende leeuw van keel, met nagels en tong van azuur, op een veld van goud binnen een dubbelgebloemde en tegengebloemde smalle binnenzoom. Het wapen van Schotland wordt afgebeeld in het tweede veld van het wapen van het Verenigd Koninkrijk.
Het wapen mag, anders dan de wapens van veel andere landen, niet voor commerciële of particuliere doeleinden worden gebruikt. De Schotse wapenkoning, de Lord Lyon, vervolgt al diegenen die de Schotse leeuw voor hun eigen doeleinden op briefpapier, gevelreclame of producten afbeelden. Het verbod wordt omzeild door een van de twee binnenzomen weg te laten.

## Koninklijk wapen van het Koninkrijk Schotland
Het wapen van de Schotse koningen is als officieel wapen van het koninkrijk Schotland vanaf de late middeleeuwen tot 1707, met uitzondering van de periode van 1603 tot 1649, onder Jacobus VI.
Het wapen is voorzien van een helm en helmteken. De helm is van goud, met zes staven en is afgezet met hermelijn. Op de helm staat het helmteken, een vooruitkijkende zittende leeuw van keel met een tong van azuur, zittende op de Schotse kroon, met in zijn poten de scepter en het zwaard van Schotland (de Schotse kroonjuwelen). De leeuw draagt de Schotse kroon. Boven het helmteken staat het motto "In Defens", een afkorting van In My Defens God Me Defend. Rond het schild is de orde van de Distel afgebeeld.
Het wapenschild wordt gedragen door twee gekroonde en geketende eenhoorns. De rechter eenhoorn (gezien vanuit de drager van het wapen) draagt een lans met banier met het Schotse wapen (met de leeuw van de mast weg kijkend), terwijl de linker de vlag van Schotland draagt. Onder het wapen bevinden zich enkele distels, de nationale bloem van Schotland.

Het schild van het wapen van Schotland
Het wapen van de Britse vorst(in) voor gebruik in Schotland